# Horní Dubenky
Horní Dubenky település Csehországban, a Jihlavai járásban. Horní Dubenky Kaliště, Batelov, Řásná, Jihlávka és Horní Ves településekkel határos. Lakosainak száma 551 fő (2024. január 1.).

## Népesség
A település lakosságának változását az alábbi diagram mutatja:
| Lakosok száma | 614  | 673  | 810  | 689  | 704  | 648  | 616  | 621  | 572  | 551  |
|               | 1869 | 1890 | 1921 | 1950 | 1980 | 2001 | 2017 | 2019 | 2022 | 2024 |